# La casa delle perversioni
La casa delle perversioni, conosciuto anche con il titolo L'uomo che camminava sui solai, è un film del 1976 diretto da Noboru Tanaka. Il film si ispira ad un racconto dello scrittore giapponese Edogawa Ranpo e ha la stessa ambientazione del cult-movie L'impero dei sensi. 

## Trama
Goda ha un vizio particolare. Striscia sotto i tetti e come un voyeur spia le donne dai solai. Quando incontra una ninfomane esibizionista scatta il classico colpo di fulmine. Il morboso rapporto tra i due li porterà addirittura all'omicidio.